# Congreso de Paraguay
El Congreso Nacional de la República del Paraguay es el órgano legislativo encargado de ejercer el poder legislativo del país. Se organiza bajo un sistema bicameral, conformado por el Senado, que actúa como Cámara Alta con cuarenta y cinco escaños, y la Cámara de Diputados, que funciona como Cámara Baja con ochenta escaños, sumando un total de ciento veinticinco legisladores.
Las cámaras del Congreso se reúnen anualmente en sesiones ordinarias desde el 1 de julio de cada año hasta el 30 de junio del siguiente, con un período de receso entre el 21 de diciembre y el 1 de marzo. Asimismo, sesionan de manera conjunta en los casos previstos tanto en la Constitución como en el reglamento del Congreso. No obstante, pueden convocarse sesiones extraordinarias o prorrogarse las sesiones ordinarias por decisión de al menos una cuarta parte de los miembros de cada cámara, por resolución de dos tercios de los integrantes de la comisión permanente del Congreso o por decreto del Poder Ejecutivo.
Las elecciones de senadores y diputados se llevan a cabo cada cinco años en el marco de las elecciones generales. Las más recientes tuvieron lugar el 30 de abril de 2023, mientras que las próximas están programadas para 2028. La sede del Congreso se encuentra en el Palacio Legislativo, ubicado en la ciudad de Asunción, sobre las calles 14 de Mayo y avenida República.

## Funcionamiento

### Sistema de votación
Según la naturaleza del tema a tratar, la normativa legislativa establece diferentes modalidades de votación. La mayoría simple requiere el voto favorable de más de la mitad de los miembros presentes en la sesión, mientras que la mayoría de dos tercios exige la aprobación de al menos dos terceras partes de los asistentes. Por su parte, la mayoría absoluta se alcanza con el quorum legal, es decir, con la presencia de veintitrés senadores o cuarenta y un diputados. Finalmente, la mayoría absoluta de dos tercios corresponde a las dos terceras partes del total de miembros de cada cámara legislativa, lo que equivale a treinta senadores y cincuenta y tres diputados.

### Quorumlegal
Para que una sesión pueda llevarse a cabo, es necesario que esté presente más de la mitad de los miembros de la cámara correspondiente, ya que con un número menor no es posible iniciarla. No obstante, los senadores vitalicios, aunque tienen derecho a participar en los debates, no se contabilizan para el quorum ni pueden votar.

### Período de sesiones
El congreso sesiona de manera ordinaria desde el 1 de julio de cada año hasta el 30 de junio del siguiente, con un receso establecido entre el 21 de diciembre y el 1 de marzo, fecha en la cual debe presentar su informe al presidente de la República. Sin embargo, pueden convocarse sesiones extraordinarias o prorrogarse las ordinarias en tres casos: cuando al menos una cuarta parte de los miembros de cada cámara lo solicite, cuando lo dispongan dos tercios de los integrantes de la Comisión Permanente del congreso o cuando lo ordene el Poder Ejecutivo mediante decreto. En cualquiera de estos supuestos, el presidente del congreso o la comisión permanente están obligados a realizar la convocatoria en un plazo máximo de 48 horas. Además, las prórrogas de sesiones se efectuarán de la misma manera, mientras que las sesiones extraordinarias solo podrán abordar los temas fijados en el orden del día y se clausurarán una vez agotados.

## Constitucionalidad

### Senado

#### Composición y requisitos
El Senado o Cámara de Senadores representa a la población en una circunscripción nacional, es decir, el territorio paraguayo cuenta como un solo distrito electoral, a diferencia de la Cámara de Diputados. De acuerdo con el Artículo 223 de la Constitución de Paraguay, el Senado se compondrá de cuarenta y cinco miembros (45) titulares como mínimo, y de treinta (30) suplentes, elegidos directamente por el pueblo en una sola circunscripción nacional. La ley podrá acrecentar la cantidad de senadores, conforme con el aumento de los electores. Además, cuenta con los senadores vitalicios (con voz, sin voto), que consisten en aquellos que se hayan desempeñado en el cargo de presidente de Paraguay.
Los senadores se eligen de listas partidarias para un período de cinco años. Para ser electo senador titular o suplente se requieren la nacionalidad paraguaya natural y haber cumplido como mínimo 35 años al día de la elección electoral.

#### Atribuciones
Son atribuciones exclusivas de la Cámara de Senadores:
1. Iniciar la consideración de los proyectos de ley relativos a la aprobación de tratados y de acuerdos internacionales;
2. Prestar acuerdo para los ascensos militares y los de la Policía Nacional, desde el grado de Coronel del Ejército o su equivalente en las otras armas y servicios, y desde el de Comisario Principal para la Policía Nacional;
3. Prestar acuerdo para la designación de los embajadores y ministros plenipotenciarios en el exterior;
4. Pesignar o proponer a los Magistrados y funcionarios de acuerdo con lo que establece esta constitución;
5. Autorizar el envío de fuerzas militares paraguayas permanentes al exterior, así como el ingreso de tropas militares extranjeras al país;
6. Prestar acuerdo para la designación del Presidente y los directores de la Banca Central del Estado;
7. Prestar acuerdo para la designación de los directores paraguayos de los entes binacionales, y
8. Las demás atribuciones exclusivas que fije la Constitución.

### Cámara de Diputados

#### Composición y requisitos
La Cámara de Diputados representa los intereses de cada departamento. De acuerdo con el Artículo 221 de la Constitución de Paraguay, la Cámara de Diputados se compondrá de ochenta (80) miembros titulares como mínimo, y de igual número de suplentes, elegidos directamente por el pueblo en colegios electorales departamentales. La ciudad de la Asunción constituirá un Colegio Electoral con representación en dicha Cámara. Los departamentos serán representados por un diputado titular y un suplente, cuanto menos; el Tribunal Superior de Justicia Electoral, antes de cada elección y de acuerdo con el número de electores de cada departamento, establecerá el número de bancas que corresponda a cada uno de ellos. La ley podrá acrecentar la cantidad de diputados conforme con el aumento de los electores.
Para ser electo diputado titular o suplente se requiere la nacionalidad paraguaya natural y haber cumplido 25 años.

#### Atribuciones
De acuerdo con el Artículo 222 de la Constitución de Paraguay, son atribuciones exclusivas de la Cámara de Diputados:
1. Iniciar la consideración de los proyectos de ley relativos a la legislación departamental y a la municipal;
2. Designar o proponer a los magistrados y funcionarios, de acuerdo con lo que establece esta constitución y la ley;
3. Prestar acuerdo para la intervención de los gobiernos departamentales y municipales, y
4. Las demás atribuciones exclusivas que fije la Constitución.

### Comisión Permanente del Congreso

#### Conformación
De acuerdo con el Artículo 218 de la Constitución de Paraguay, quince días antes de entrar en receso, cada Cámara designará por mayoría absoluta a los senadores y a los diputados quienes, en número de seis y doce como titulares y tres y seis como suplentes, respectivamente, conformarán la Comisión Permanente del Congreso, la cual ejercerá sus funciones desde el comienzo del período de receso del congreso hasta el reinicio de las sesiones ordinarias.
Reunidos los miembros titulares de la Comisión Permanente, designarán Presidente y demás autoridades, y de ello se dará aviso escrito a los otros poderes del Estado.
Asimismo, de acuerdo con el Artículo 220 de la Constitución de Paraguay, al término de su actuación, la comisión prestará a cada Cámara un informe final de las mismas, y será responsable ante éstas de las medidas que hubiese adoptado o autorizado.

#### Deberes y atribuciones
De acuerdo con el Artículo 219 de la Constitución de Paraguay, son deberes y atribuciones de la Comisión Permanente del Congreso:
1. Velar por la observancia de esta Constitución y de las leyes;
2. Dictar su propio reglamento;
3. Convocar a las Cámaras a sesiones preparatorias, con el objeto de que la apertura anual del congreso se efectúe en tiempo oportuno;
4. Convocar y organizar las sesiones extraordinarias de ambas Cámaras, de conformidad con lo establecido en esta constitución;
5. Autorizar al presidente de la República, durante el receso del Congreso, a ausentarse temporalmente del territorio nacional, en los casos previstos en esta Constitución, y
6. Los demás deberes y atribuciones que fije la Constitución.

## Historia del edificio
La antigua fachada del edificio del Congreso ha tenido diversas funciones desde 1596 hasta la actualidad. Aunque la mayor parte de sus instalaciones están destinadas al funcionamiento del Congreso, una sección limitada, accesible solo con autorización previa, alberga el Museo del Congreso. En su interior, una piedra conmemorativa detalla los principales hitos históricos relacionados con el edificio. En 1588, los jesuitas llegaron a Asunción y, el 28 de octubre de 1594, obtuvieron la licencia para fundar una escuela, cuya construcción finalizó en 1596. Dos años después, los sacerdotes Juan Saloni, Romero Barzana, Marcial de Lorenzana y Juan del Águila transformaron la escuela en un colegio. Posteriormente, en 1603, se inauguró en Asunción el primer sínodo provincial, lo que marcó su separación de la jurisdicción eclesiástica de Lima. En 1607, el superior de la Compañía de Jesús estableció la Provincia Gigante de Indias, consolidando la presencia jesuítica en la región. Entre 1768 y 1770 se realizaron las primeras refacciones en el templo del colegio, y en 1780 la Corona española ordenó la creación del Real Seminario San Carlos en sus instalaciones. Más adelante, el 30 de julio de 1810, Bernardo de Velasco convirtió el edificio en cuartel, y en 1811 fue utilizado como sede central por el capitán Mauricio José Troche y los treinta y cuatro curuguateños. Durante el siglo XX, el edificio albergó la Escuela Militar en 1915, sirvió como hospital de sangre entre 1932 y 1937 y, en 1972, se convirtió en el Museo Militar. Alrededor de 1989 y 1996, fue declarado «Casa de la Cultura Paraguaya».
El 31 de marzo de 2017, el edificio sufrió daños significativos en la planta baja debido a manifestaciones en contra de una enmienda constitucional que habría permitido la reelección presidencial. Durante los disturbios, se incendiaron documentos y mobiliario del Congreso.